# Мартін-Моніж (станція метро)
38°43′1″ пн. ш. 9°8′9″ зх. д. / 38.71694° пн. ш. 9.13583° зх. д.
Март́ін-Мон́іж (порт. Martim Moniz) — станція Лісабонського метрополітену. До 1995 року називалась «Сокорру» (порт. Socorro). Стала станцією третьої черги метро у Лісабоні, в Португалії. Знаходиться у центральній частині міста, безпосередньо у його історичному центрі. Розташована на Зеленій лінії (або Каравели), між станціями «Росіу» і «Інтенденте». Станція берегового типу, мілкого закладення. Введена в експлуатацію 26 вересня 1966 року в рамках пролонгації теперішньої Зеленої лінії метрополітену у північному напрямку. Розташована в першій зоні, вартість проїзду в межах якої становить 0,75 євро.

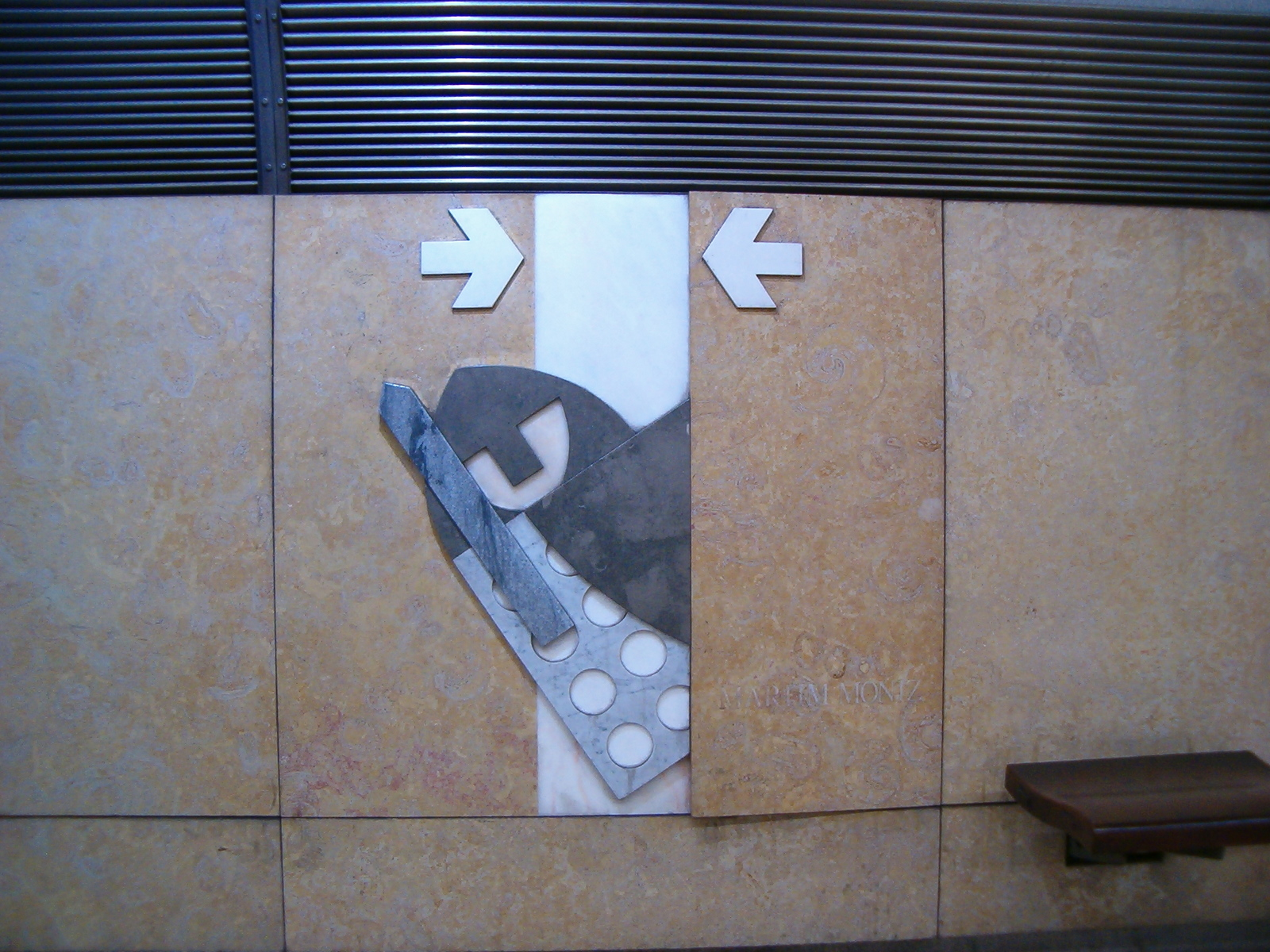
Мартін Моніж при взятті Лісабона

Назва станції походить від назви однойменної площі, під якою вона локалізована — Мартін-Моніж. В свою чергу, ім'я площі пов'язане зі стародавнім лицарем першого португальського короля Дона Афонсу Енрікеша, який пожертвував своїм життям при завоюванні міста Лісабона у маврів у 1147 році. За легендою, Мартін Моніж перешкодив власним тілом закриттю брами фортеці маврів, таким чином дозволивши проникнути іншим португальським лицарям усередину фортеці, що була останнім оборонним пунктом мусульман при взятті Лісабона. Цей епізод було використано художниками при декорації стін станції (див. галерею зображень).

## Опис
За декорацією станція є однією з найгарніших у Лісабонському метро. Архітектор оригінального проекту — Dinis Gomes, художні роботи виконала — Maria Keil (першопочатковий вигляд станції). У 1997 році станція зазнала реконструкції — в рамках архітектурного проекту Paulo Brito da Silva було подовжено платформи станції, які змогли приймати по 6 вагонів у кожному напрямку. Авторами художніх робіт під час реконструкції стали Gracinda Candeias, José João Brito. Станція має один вестибюль підземного типу, що має три виходи на поверхню. На станції заставлено тактильне покриття. 

## Режим роботи[5]
Відправлення першого поїзду відбувається з кінцевих станцій лінії:
- ст. «Кайш-ду-Содре» — 06:30
- ст. «Тельєйраш» — 06:30

Відправлення останнього поїзду відбувається з кінцевих станцій лінії:
- ст. «Кайш-ду-Содре» — 01:00
- ст. «Тельєйраш» — 01:00

## Галерея зображень

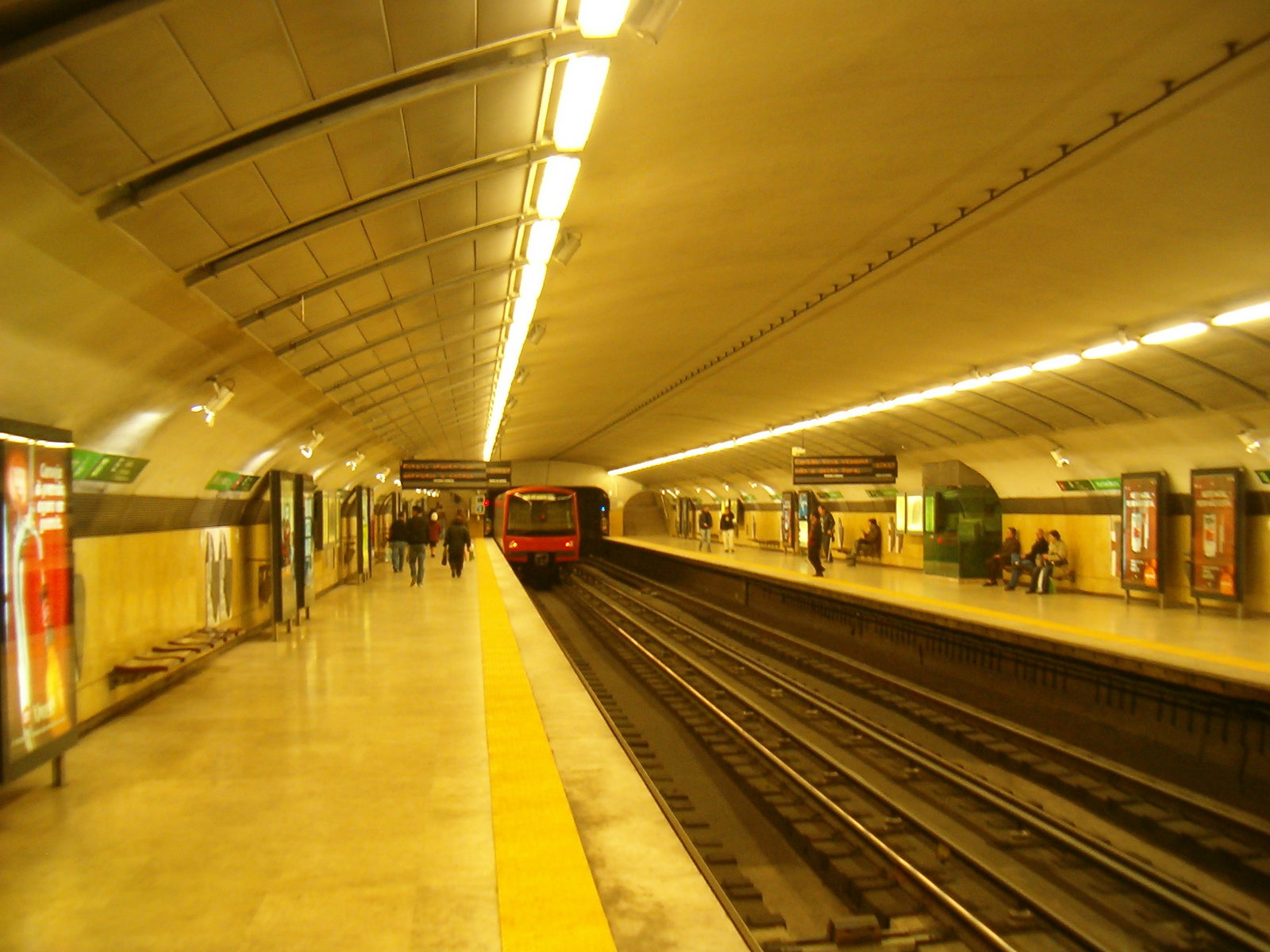
Головна зала і посадкові платформи станції
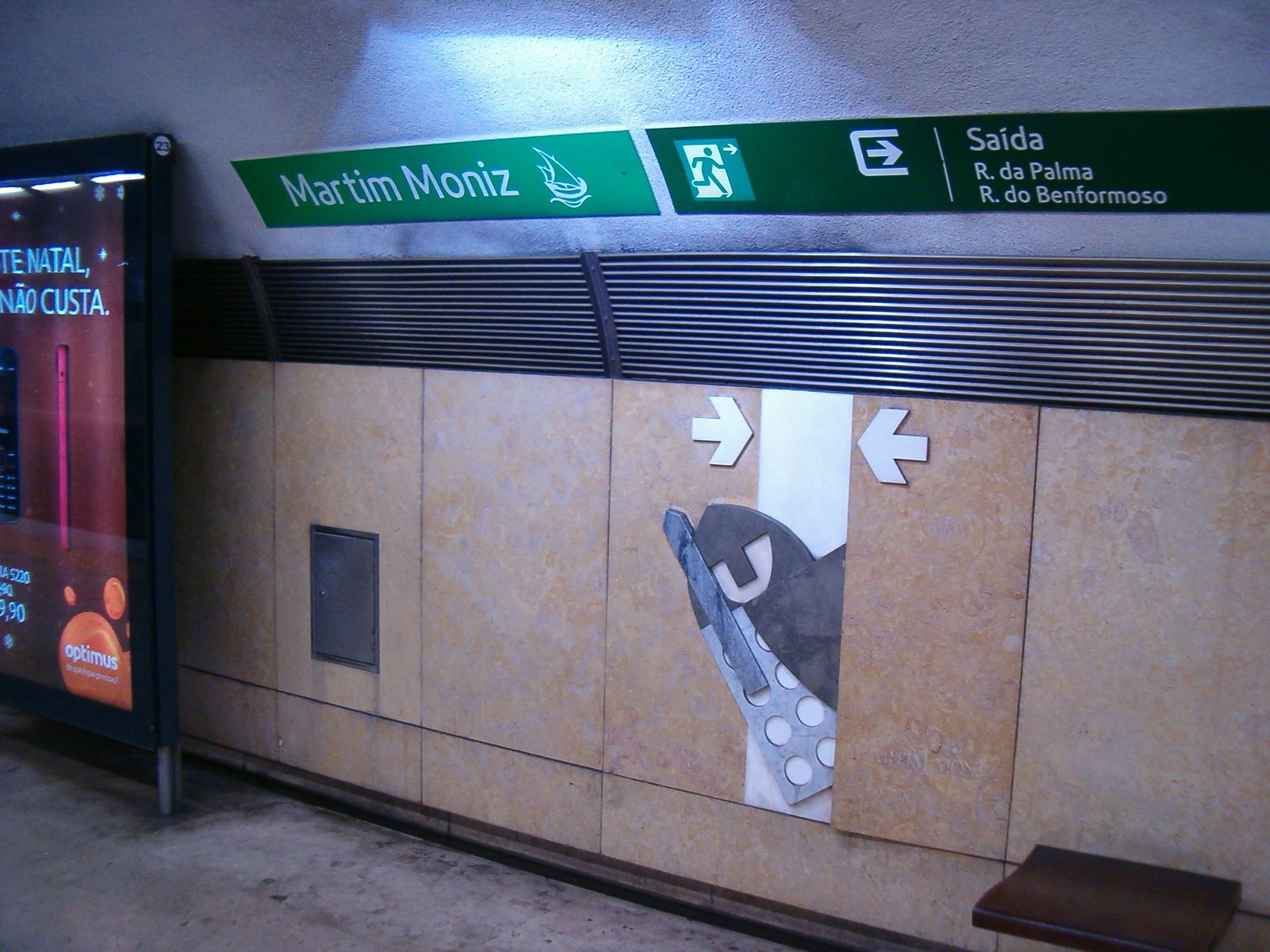
Декорація стін станції — головний персонаж
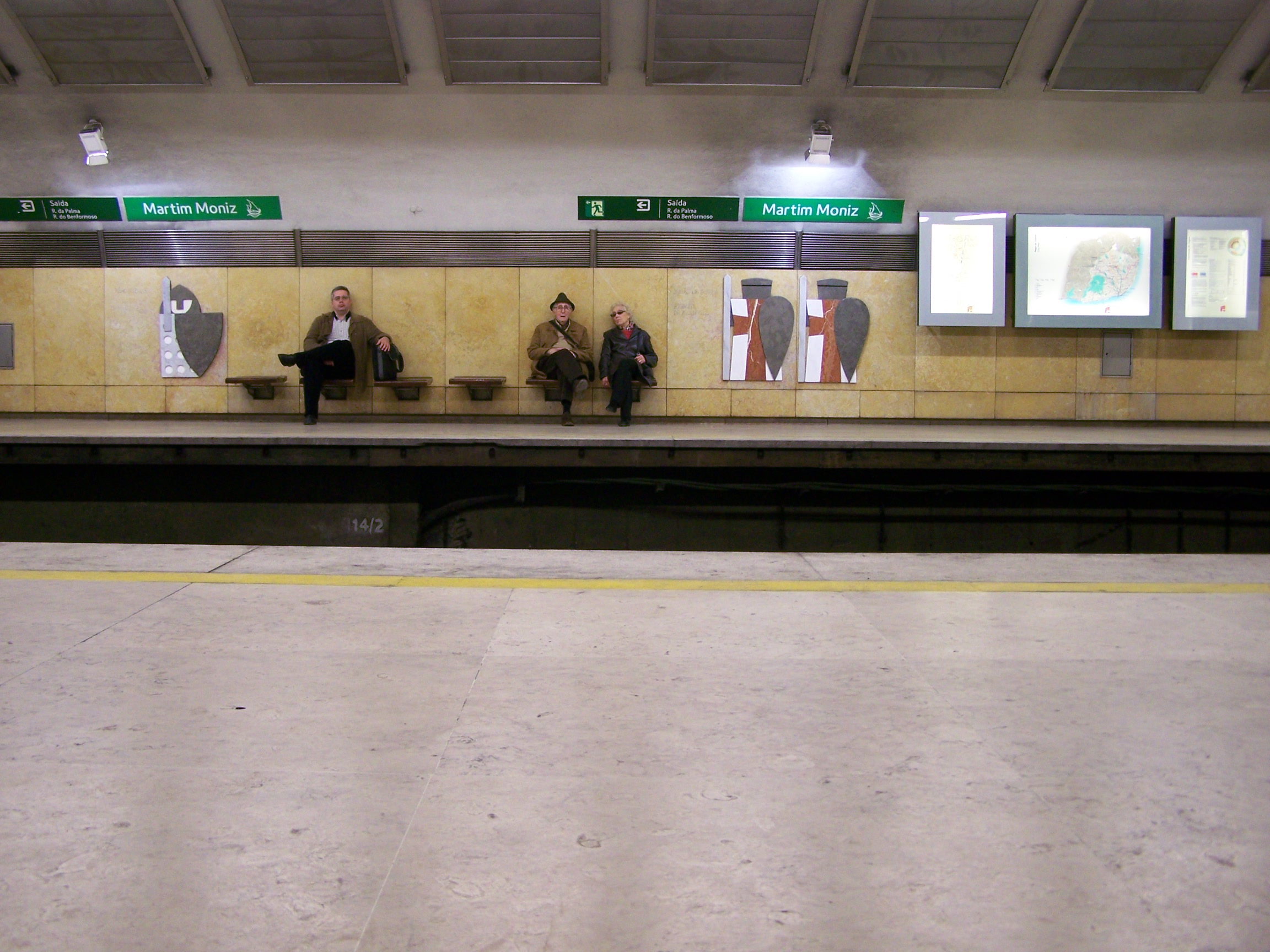
В очікуванні поїзда на посадковій платформі
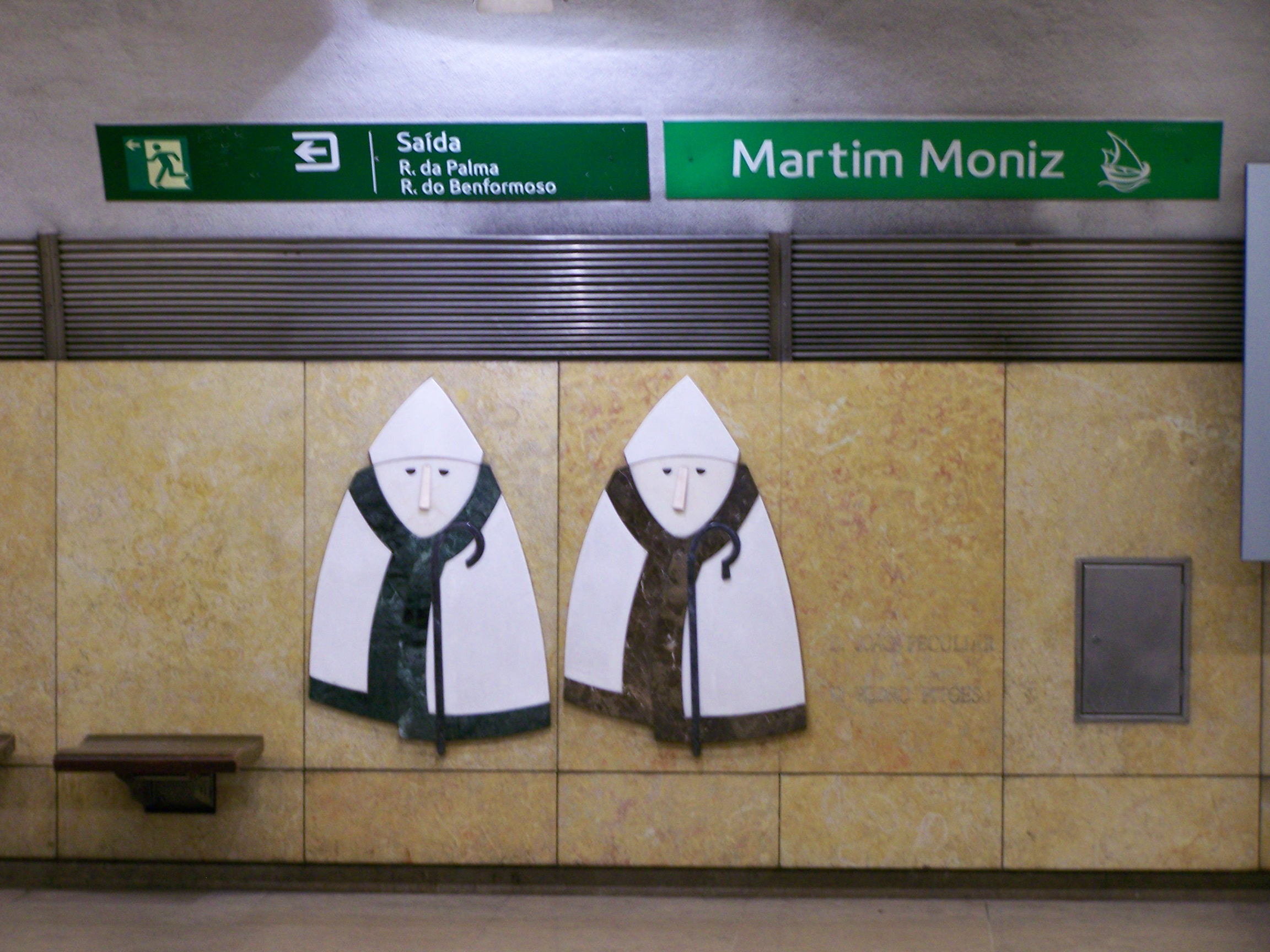
Декорація стін станції